# 안성 굴암사 마애선각좌불상
안성 굴암사 마애선각좌불상은 경기도 안성시 대덕면 진현리, 굴암사에 있는 마애불이다. 1986년 5월 22일 안성시의 향토유적 제12호로 지정되었다.

## 개요
마애여래좌상 바로 옆 굴암사의 대형 암벽위에 선각으로 새겨져 있으며, 고려시대 조성된 것으로 추정된다. 서향(西向)한 암벽 전면에 걸쳐 거대하게 선각된 이 선각불상은 부분적으로 마멸된 흔적을 보이나 원형(原形)을 살피기에는 그리 어렵지 않다. 윗부분은 마멸이 심한 상태이지만 머리 위에 육계가 있고 두광과 신광을 갖추었음을 알 수 있다. 
상호(相好)는 원만하고 양미간(兩眉眼)·비량(鼻梁)·구순(口脣)이 정제되었으며 양귀는 어깨 위까지 길게 늘어져 있다. 목에는 3도가 있으며 법의는 통견(通肩)으로 의문이 뚜렷하게 조각되어 있다. 아랫부분은 결가부좌하고 있는데, 그 위에 법의가 자연스럽게 흘러내렸다. 수인(手印)은 마멸되어 확실하지 않다. 불상의 실측치는 전체 높이 417㎝, 견폭 284㎝이다.

## 참고 자료
- 굴암사마애선각좌불상 - 안성문화관광/시지정문화재